# Rio de Ca'Widmann

Le rio de Ca' Widmann (jadis appelé di San Cassiano, en vénitien San Canzian) est un canal de Venise dans le sestiere de Cannaregio en Italie.

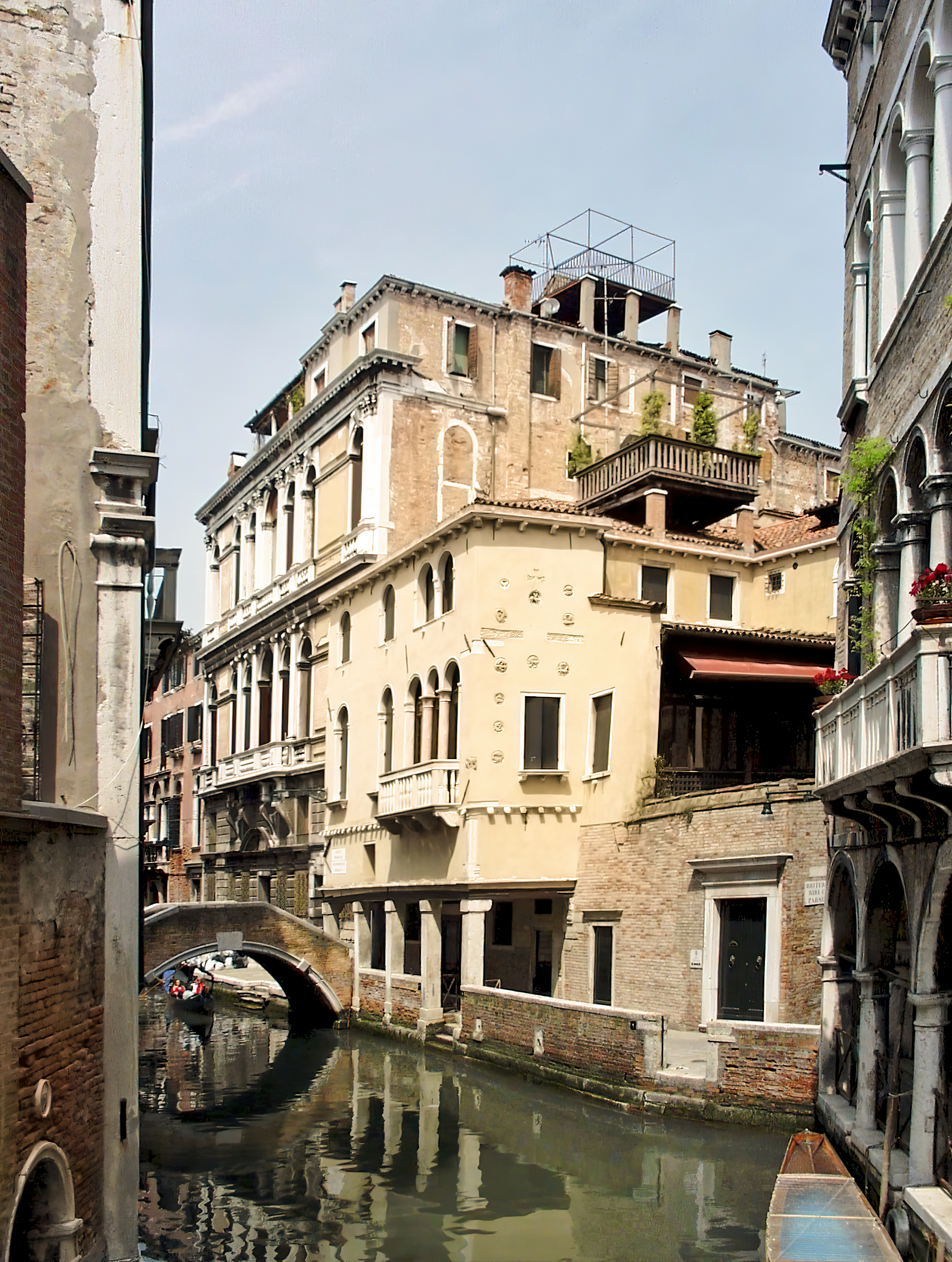
Rio, pont et palais Widmann

## Toponymie
L'ancien nom provient de l'Église San Canciano, proche.
Le nom actuel provient de la famille Widmann, vénitiens nobles d'origine carintienne devinrent propriétaires du palais homonyme à la suite des noces célébrées en 1740 entre Lodovico Widmann et Quintilia Rezzonico, petite-fille du pape Clément XIII. Le bâtiment fut dessiné par Baldassare Longhena.

## Description
Le rio de Ca'Widmann a une longueur de 179 m. Il part du rio dei Santi Apostoli vers le sud pour se terminer dans le rio de la Panada, en longeant le  palais Soranzo Van Axel (it).

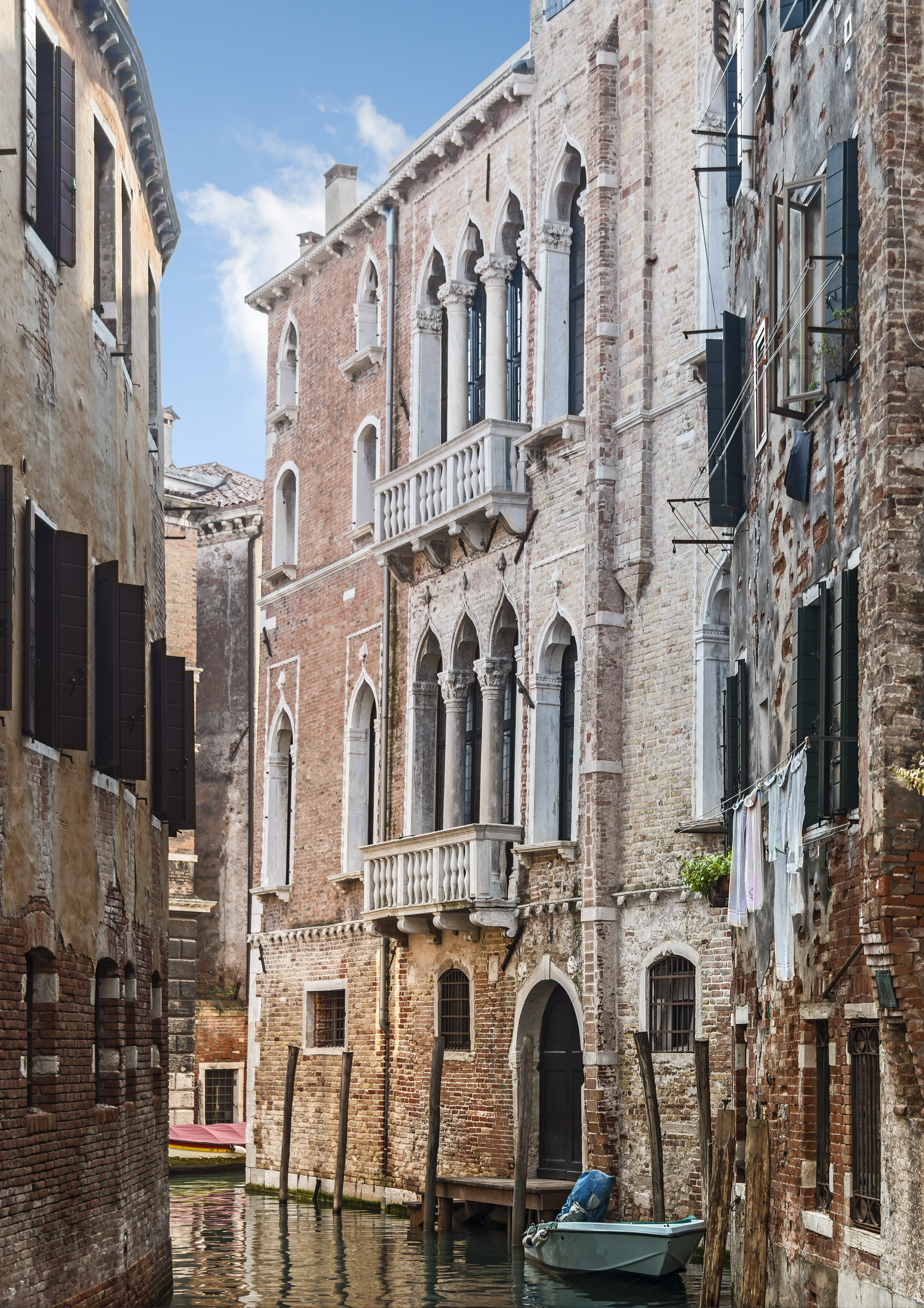
Palazzo Soranzo Van Axel

## Situation
- Ce canal longe le palais Widmann-Rezzonico, d'où son nom.

Il rencontre :
- le rio dei Miracoli sur son flanc sud ;
- le rio Terra dei Birri sur son flanc nord.

### La contrada des Birri
Le rio tera' dei biri o del parsemolo est un ancien canal (canal Biria) enfoui, qui a donné son nom à toute cette ancienne contrada, les Birri ou Biri.
Le nom du canal, à l'origine Biria, aurait été une cacographie de Bierum, ce qui signifiait que le canal donna force motrice à un moulin.
Le Birri grande et le Birri piccolo furent séparés par la calle Stella. Les birri comprennent tout l'îlot au nord du rio de Ca'Widmann et à l'ouest du rio dei Mendicanti.
Les biri, vers les Fondamente novo, près de la calle Ruzzini actuelle furent le décor du jeu de la racheta.

## Ponts
Ce canal est traversé par quatre ponts, du nord au sud :
- le ponte Noris (en fer), reliant la calle éponyme à la calle Bandi ;
- le ponte Pasqualigo, pont privé du palais Widmann Rezzonico ;
- le ponte Widmann reliant calle larga éponyme à calle éponyme;
- le Ponte del Piovan 'detto del Volto' reliant calle larga Giacinto Gallina et campo Santa Maria Nova.

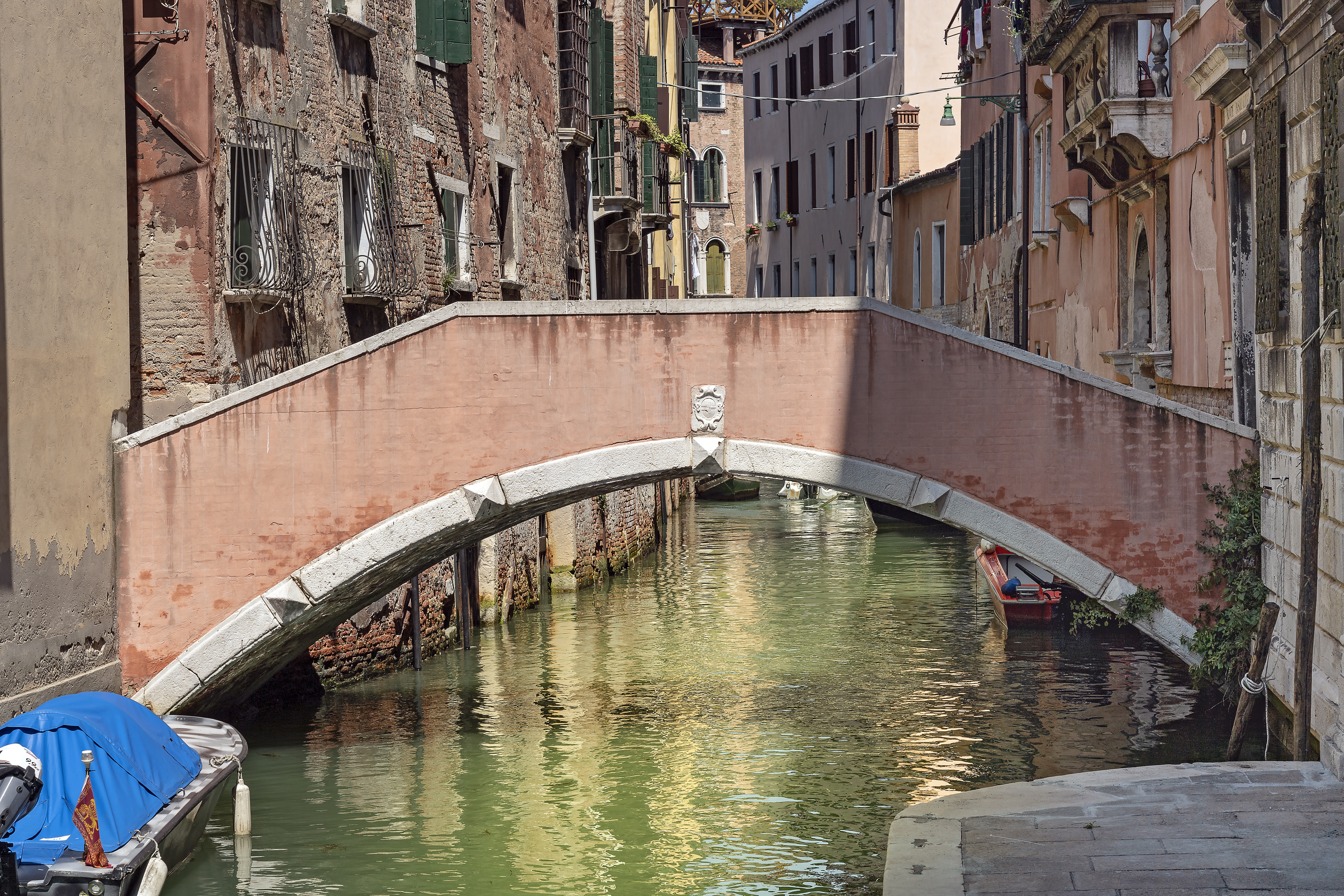
Le Ponte Pasqualigo
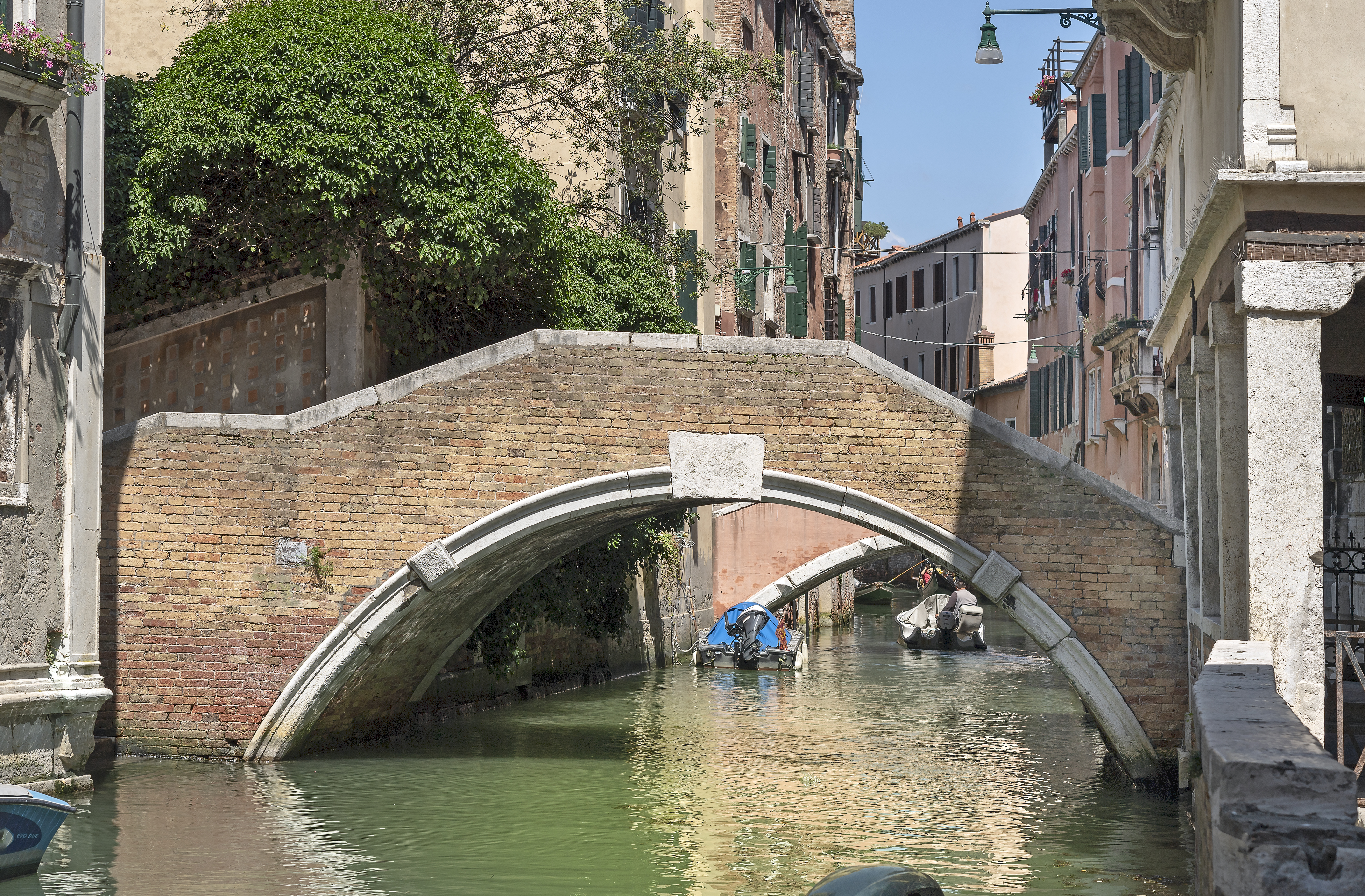
Le ponte Widmann
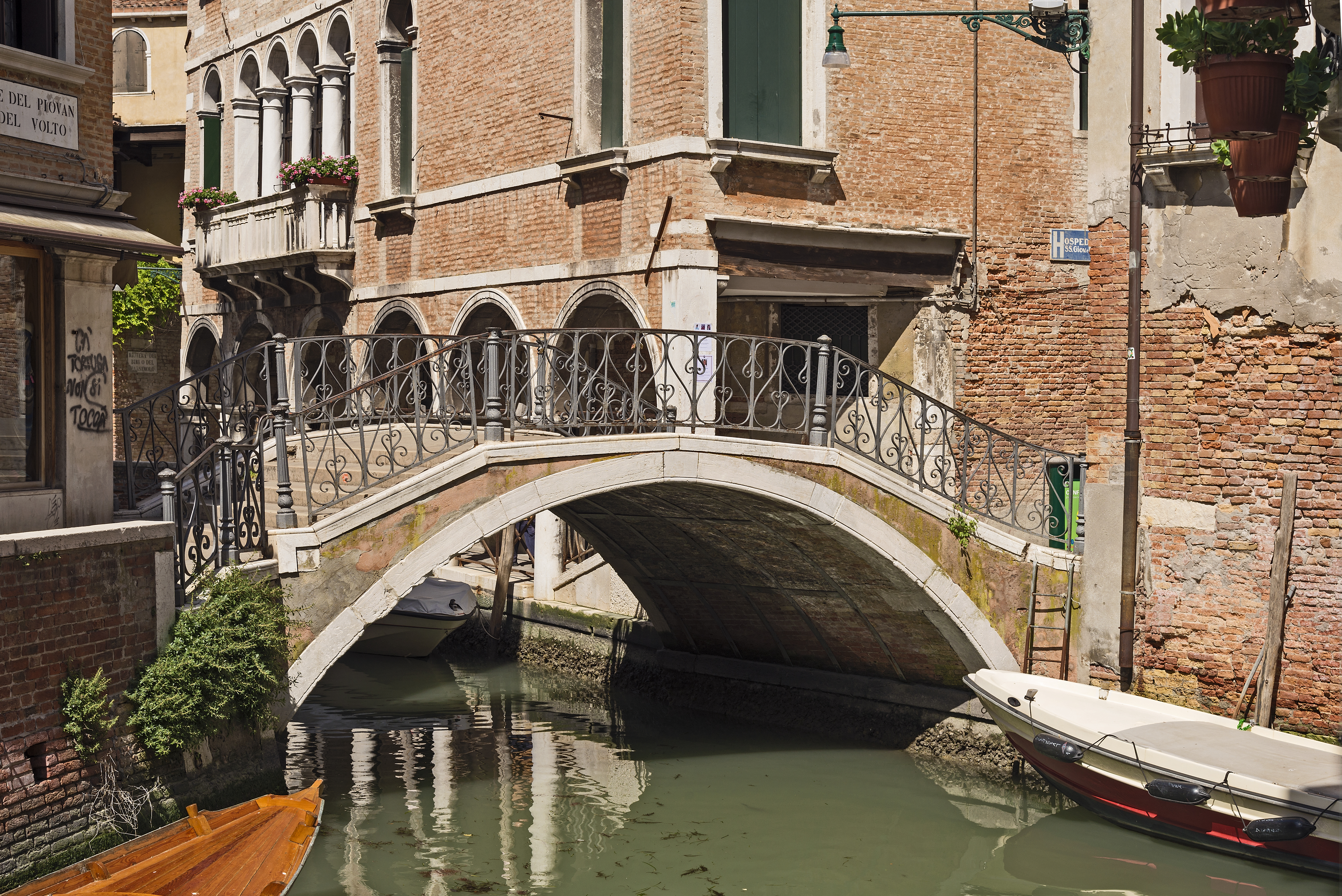
Ponte del Piovan o del Volto